# Pura Muñoz Cánoves
Pura Muñoz Cánoves (Miramar, Valencia, 1962) es una doctora en farmocología, investigadora y catedrática española, destacada en el estudio del envejecimiento celular.

## Biografía
Estudió farmacia en la Universidad de Valencia, donde se licenció en 1985. Se doctoró en 1990 en ciencias biológicas en la Universidad Autónoma de Madrid, desarrollando un trabajo en The Scripps Research Institute (La Jolla, Estados Unidos). Realizó su trabajo postdoctoral en la Universidad de California en San Diego. Dirigió su propio grupo de investigación en 1997 en el Instituto de Investigación Oncológica (IRO) de Barcelona.
En 2002 su grupo se trasladó al Centro de Regulación Genómica (CRG) de Barcelona, ascendiendo como jefe de grupo senior en dicha institución en 2007.
Interesada en la investigación de Biología Celular, en 2009, con apoyo de la ICREA, se incorporó a la Universidad Pompeu Fabra como coordinadora, donde es catedrática en el departamento de ciencias experimentales y de la Salud de la UPF. Sus últimas investigaciones se enfocaron en el campo de la regeneración del músculo esquelético (fisiología y patología) y envejecimiento celular.

## Premios y reconocimientos
En 2015 fue galardonada con el "Premio Ciutat de Barcelona de las Ciencias de la Vida", otorgado por su trabajo publicado en la revista Nature, en el que identifica el mecanismo que interviene en el proceso de envejecimiento irreversible de las células madre musculares. En 2016, junto a Laura García Prat, fue galardonada con el "Premio Vanguardia de la Ciencia" por su contribución en el ámbito del envejecimiento celular".
En 2019 recibió el Premio Rey Jaime I de Investigación Médica por sus aportaciones en los mecanismos moleculares del envejecimiento, y más en concreto en los cambios progresivos de las células madre en los animales envejecidos y las posibilidades de una medicina regenerativa.
En 2021, gana el Premio Nacional de Investigación Santiago Ramón y Cajal en el área de Biología por “la contribución de sus investigaciones en células madre dentro de los ámbitos de la regeneración muscular y el envejecimiento otorgado por el Ministerio de Ciencia e Innovación.